# ONE (ファンキー加藤のアルバム)
「ONE」（ワン）は、ファンキー加藤の1枚目のオリジナル・アルバムで、2014年9月3日にドリーミュージックから発売。

## 収録曲

### CD
1. リスタート [4:20]
作詞：ファンキー加藤　作曲：ファンキー加藤、田中隼人　編曲：田中隼人
2. 輝け [4:43]
作詞：ファンキー加藤　作曲：ファンキー加藤、Soundbreakers　編曲：Soundbreakers、真鍋裕
3. 終わらない未来 [5:02]
作詞：ファンキー加藤　作曲：ファンキー加藤、Soundbreakers　編曲：Soundbreakers
4. 太陽 [5:45]
作詞・作曲：ファンキー加藤、川村結花　編曲：島田昌典
5. My VOICE [4:23]
作詞:ファンキー加藤　作曲:RUNNY、田中隼人　編曲：田中隼人
6. まわせ！ [4:56]
作詞：ファンキー加藤　作曲：ファンキー加藤、YANAGIMAN　編曲：YANAGIMAN
7. 愛の言葉 [5:12]
作詞：ファンキー加藤　作曲：ファンキー加藤、Soundbreakers　編曲：Soundbreakers
8. 僕らの詩 [5:14]
作詞・作曲：ファンキー加藤、平義隆　編曲：島田昌典
9. CHANGE [4:52]
作詞：ファンキー加藤　作曲：ファンキー加藤、田中隼人　編曲：田中隼人
10. Good Show [4:28]
作詞：ファンキー加藤　作曲：ファンキー加藤、田中隼人　編曲：田中隼人
11. もっと勉強しておけばよかった [4:17]
作詞：ファンキー加藤　作曲：ファンキー加藤、Soundbreakers　編曲：Soundbreakers
12. 桜 ふわり ふわり [4:10]
作詞：ファンキー加藤　作曲：ファンキー加藤、Soundbreakers　編曲：Soundbreakers
13. FLY [4:42]
作詞：ファンキー加藤　作曲：ファンキー加藤、田中隼人　編曲：田中隼人

### DVD

#### 初回限定盤A
- ドキュメンタリー映画「ファンキー加藤My VOICE　～ファンモンから新たな未来へ～」

#### 初回限定盤B
- VIDEO CLIP

1. My VOICE（VIDEO CLIP）
2. 輝け（VIDEO CLIP）
3. 太陽（VIDEO CLIP）

- ライブダイジェスト映像（7月9日開催FIRST FUNKY FES 2014 決起集会＠赤坂BLITZ）

## 演奏
- 田中隼人
  - Keyboards & All Other Instruments (#1.5.9.10.13)
  - Strings Arrangement (#5)
- 木島靖夫：Guitar (#1.5)
- RUNNY：Chorus (#1.2.5.12.13)
- 小倉博和：Guitar (#2)
- 美久月千晴：Bass (#2.8)
- 真部裕：Strings Arrangement (#2)
- 真部裕ストリングス：Strings (#2.3.7)
- soundbreakers：Strings Arrangement (#3.7.12)
- 田中義人：Guitar (#3.7.9.13)
- 竹内浩明：Chorus (#3.9.10)
- 島田昌典：Piano, Organ, Programming & All Other Instruments (#4.8)
- 玉田豊夢：Drums (#4)
- 種子田健：Bass (#4.7)
- 名越由貴夫：Guitar (#4)
- 大知正紘：Chorus (#4.11)
- 室屋光一郎ストリングス：Strings (#4)
- 雨宮麻未子ストリングス：Strings (#5)
- YANAGIMAN：Bass, Programming & All Other Instruments (#6)
- Shusaku Yanagi：Guitar (#6)
- 沼澤尚：Drums (#6)
- 西村浩二：Trumpet (#6)
- SASUKE：Trombone (#6)
- 竹野昌邦：Saxophone (#6)
- 八橋義幸：Guitar (#8)
- 佐野康夫：Drums (#8)
- 室屋光一郎ストリングス：Strings (#8)
- バラスーシスターズ：Chorus (#8)
- 南田健吾：Guitar (#10)
- 秋山浩徳：Guitar (#12)
- 四家卯大ストリングス：Strings (#12)